# Cerco Industrial (Peñarroya-Pueblonuevo)

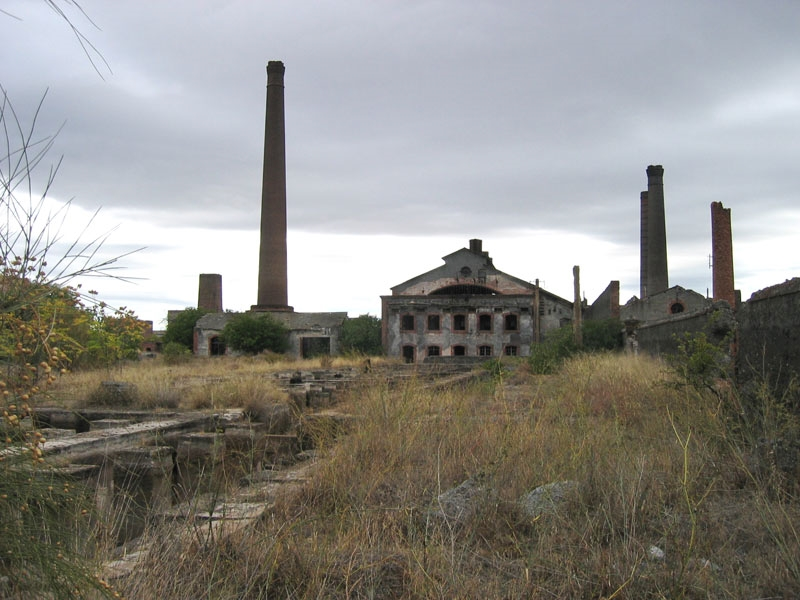
Ruinas del Cerco Industrial de Peñarroya-Pueblonuevo, 2007.

El Cerco Industrial fue una zona industrial situada dentro del municipio español de Peñarroya-Pueblonuevo, en la provincia de Córdoba. Las instalaciones vivieron su época de auge entre finales del siglo XIX y el primer tercio del siglo XX, bajo la dirección de la francesa Sociedad Minera y Metalúrgica de Peñarroya (SMMP).
Se trataba de un complejo compuesto por varias fábricas, fundiciones de metales, talleres y almacenes, así como una red de edificaciones auxiliares, oficinas, subestaciones eléctricas, etc. Dentro del Cerco Industrial existían instalaciones dedicadas a la producción de metales como el plomo o el zinc, y también se elaboraban productos químicos como el ácido sulfúrico, el sulfato de cobre o fertilizantes. En 2018 el conjunto monumental fue declarado Bien de Interés Cultural (BIC) con la tipología de Lugar de Interés Industrial.

## Historia
Durante la segunda mitad del siglo XIX la cuenca carbonífera de Peñarroya-Belmez-Espiel comenzó a ser explotada intensamente, al calor de la revolución industrial que se vivía en aquellos años. La Sociedad Hullera y Metalúrgica de Belmez levantó en 1875 el primer núcleo industrial de la zona. Para 1880 esta compañía de capital francés ya disponía en Pueblonuevo del Terrible de varios hornos de cock, fábricas de briquetas y talleres para el lavado de mineral. Sin embargo, sería bajo la también francesa Sociedad Minera y Metalúrgica de Peñarroya (SMMP) que se articuló un auténtico Cerco Industrial, que viviría su apogeo durante el primer tercio del siglo XX. Entre las instalaciones industriales se contaban una fundición de plomo, una fábrica de zinc, una factoría de ácido sulfúrico, hornos de cok, fábrica de superfosfatos, una central térmica, etc. La actividad del Cerco Industrial se mantuvo hasta finales de la década de 1960, tras lo cual se clausuraron y abandonaron todas las instalaciones.

## Red ferroviaria

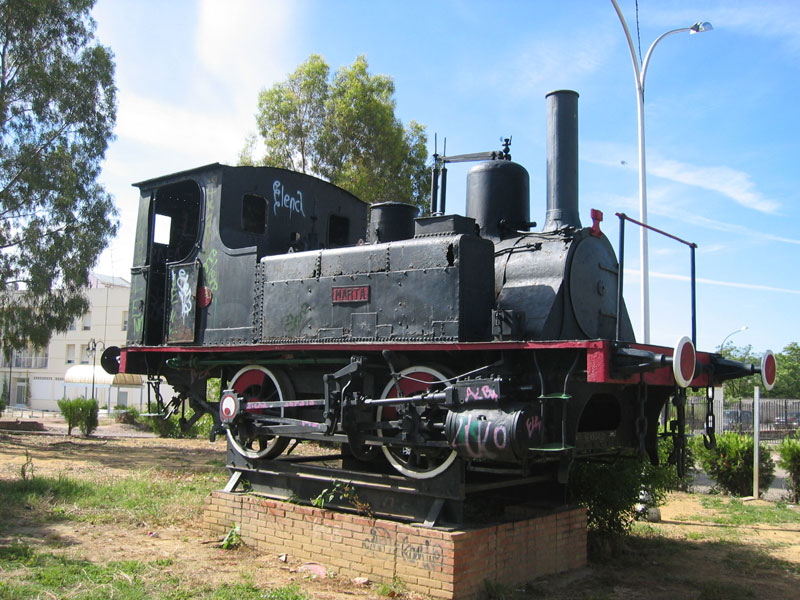
Locomotora «Marta», empleada por SMMP para labores de tracción de mercancías en el Cerco Industrial.

La zona industrial de Peñarroya-Pueblonuevo estuvo estrechamente ligada al ferrocarril, principal vía de comunicación que permitía dar salida a la producción minera e industrial. Ya en 1868 se había inaugurado la línea Almorchón-Belmez, de ancho ibérico, que en la zona de Peñarroya contaba con una estación ferroviaria situada junto al que luego se articularía como «Cerco Industrial». Años más tarde este trazado enlazaría con otro ferrocarril procedente del sur, la línea Córdoba-Belmez. La SMMP construiría a comienzos del siglo XX una línea férrea de vía estrecha que enlazaba Peñarroya-Pueblonuevo con Fuente del Arco y Puertollano.
En Peñarroya la compañía francesa levantó un complejo ferroviario junto al Cerco Industrial, en cuyo recinto también se articuló un importante entramado de vías de ancho métrico y ancho ibérico —para permitir los transbordos con la línea de Almorchón—. La SMMP también dispuso de un parque motor para las labores de tracción y clasificación del tráfico de mercancías, con locomotoras de los dos anchos ferroviarios. Para ello se construyeron unas cocheras, talleres y una placa giratoria para las locomotoras.